# Маньї-ле-Фрель
Маньї́-ле-Фрель (фр. Magny-le-Freule) — колишній муніципалітет у Франції, у регіоні Нормандія, департамент Кальвадос. Населення — 304 осіб (2011).
Муніципалітет був розташований на відстані близько 180 км на захід від Парижа, 24 км на південний схід від Кана.

## Історія
До 2015 року муніципалітет перебував у складі регіону Нижня Нормандія. Від 1 січня 2016 року належав до нового об'єднаного регіону Нормандія.
1 січня 2017 року Маньї-ле-Фрель, Лез-Отьє-Папйон, Купезарт, Кревкер-ан-Ож, Круассанвіль, Граншам-ле-Шато, Лекод, Маньї-ла-Кампань, Ле-Меній-Може, Мезідон-Канон, Монтей, Персі-ан-Ож, Сен-Жульєн-ле-Фокон i В'є-Фюме було об'єднано в новий муніципалітет Мезідон-Валле-д'Ож.

## Демографія
Динаміка населення (INSEE ):
Розподіл населення за віком та статтю (2006):
| Стать | Всього | До 15 років | 15-24 | 25-44 | 45-64 | 65-85 | Понад 85 |
| --- | ------ | ----------- | ----- | ----- | ----- | ----- | -------- |
| Чоловіки | 136    | 20          | 20    | 36    | 28    | 28    | 4        |
| Жінки | 144    | 24          | 12    | 36    | 48    | 16    | 8        |
| \| Статево-вікова піраміда \| Статево-вікова піраміда \| Статево-вікова піраміда \| \| ----------------------- \| ----------------------- \| ----------------------- \| \| Чоловіки \| Вік \| Жінки \| \| 4 \| 85 + \| 8 \| \| 0 \| 80-84 \| 0 \| \| 4 \| 75-79 \| 4 \| \| 12 \| 70-74 \| 4 \| \| 12 \| 65-69 \| 8 \| \| 8 \| 60-64 \| 12 \| \| 0 \| 55-59 \| 12 \| \| 8 \| 50-54 \| 4 \| \| 12 \| 45-49 \| 20 \| \| 8 \| 40-44 \| 12 \| \| 8 \| 35-39 \| 4 \| \| 16 \| 30-34 \| 16 \| \| 4 \| 25-29 \| 4 \| \| 12 \| 20-24 \| 0 \| \| 8 \| 15-20 \| 12 \| \| 8 \| 10-14 \| 4 \| \| 0 \| 5-9 \| 8 \| \| 12 \| 0-4 \| 12 \| |        |             |       |       |       |       |          |
| Статево-вікова піраміда |        |             |       |       |       |       |          |
| Чоловіки | Вік    | Жінки       |       |       |       |       |          |
| 4 | 85 +   | 8           |       |       |       |       |          |
| 0 | 80-84  | 0           |       |       |       |       |          |
| 4 | 75-79  | 4           |       |       |       |       |          |
| 12 | 70-74  | 4           |       |       |       |       |          |
| 12 | 65-69  | 8           |       |       |       |       |          |
| 8 | 60-64  | 12          |       |       |       |       |          |
| 0 | 55-59  | 12          |       |       |       |       |          |
| 8 | 50-54  | 4           |       |       |       |       |          |
| 12 | 45-49  | 20          |       |       |       |       |          |
| 8 | 40-44  | 12          |       |       |       |       |          |
| 8 | 35-39  | 4           |       |       |       |       |          |
| 16 | 30-34  | 16          |       |       |       |       |          |
| 4 | 25-29  | 4           |       |       |       |       |          |
| 12 | 20-24  | 0           |       |       |       |       |          |
| 8 | 15-20  | 12          |       |       |       |       |          |
| 8 | 10-14  | 4           |       |       |       |       |          |
| 0 | 5-9    | 8           |       |       |       |       |          |
| 12 | 0-4    | 12          |       |       |       |       |          |

## Економіка
2010 року серед 199 осіб працездатного віку (15—64 років) 147 були активними, 52 — неактивними (показник активності 73,9%, у 1999 році було 62,3%). З 147 активних мешканців працювали 132 особи (75 чоловіків та 57 жінок), безробітними було 15 (3 чоловіки та 12 жінок). Серед 52 неактивних 8 осіб було учнями чи студентами, 25 — пенсіонерами, 19 були неактивними з інших причин.

У 2010 році в муніципалітеті числилось 130 оподаткованих домогосподарств, у яких проживали 324,0 особи, медіана доходів виносила 17 056,5 євро на одного особоспоживача.